# Kelčany
Kelčany (en allemand : Keltschan) est une commune du district de Hodonín, dans la région de Moravie-du-Sud, en République tchèque. Sa population s'élevait à 248 habitants en 2020.

## Géographie
Kelčany se trouve à 4 km à l'est du centre de Kyjov, à 18 km au nord de Hodonín, à 47 km au sud-est de Brno et à 231 km au sud-est de Prague.
La commune est limitée par Hýsly au nord, par Žádovice à l'est, par Vracov au sud-est, par Vlkoš au sud-ouest et à l'ouest, et par Kostelec au nord-ouest.

## Histoire
La première mention écrite de la localité date de 1365.